# 2004-es ázsia–óceániai ralibajnokság
A 2004-es ázsia–óceániai ralibajnokság május 7-én vette kezdetét és december 5-én végződött. A bajnokságot a maláj Karamjit Singh nyerte a címvédő német, Armin Kremer és a japán Tagucsi Kacuhiko előtt.

## Versenynaptár
| Dátum           | Verseny                      | Győztes*         |
| --------------- | ---------------------------- | ---------------- |
| május 7–9.      | Rally of Canberra            | Karamjit Singh   |
| május 28–30.    | Rallye de Nouvelle Calédonie | Geof Argyle      |
| július 9–10.    | Rally of Rotorua             | Karamjit Singh   |
| szeptember 3–5. | Japán rali                   | Karamjit Singh   |
| október 16–18.  | Kína-rali                    | Tagucsi Kacuhiko |
| december 3–5.   | India-rali                   | Karamjit Singh   |

* A győztes versenyző nem feltétlen egyező az adott verseny abszolút győztesével. Itt a bajnoki értékelésben első helyezett versenyző neve van feltüntetve.

## Végeredmény
| #  | Versenyző        | Pontszám |
| -- | ---------------- | -------- |
| 1. | Karamjit Singh   | 73       |
| 2. | Armin Kremer     | 48       |
| 3. | Tagucsi Kacuhiko | 47       |
| 4. | Geof Argyle      | 37       |
| 5. | Chris Atkinson   | 27       |
| 6. | Brian Green      | 16       |
| 7. | Nico Caldarola   | 13       |
| 8. | Vesa Mikkola     | 9        |
| 9. | Dermott Malley   | 8        |

## Külső hivatkozások
- A bajnokság hivatalos honlapja
- Eredmények az FIA archívumában
- Eredmények a rallybase.nl honlapon
- A szezon összefoglalója az aprc.tv honlapon (angolul)